# Steve Baker (coureur)
Steve Baker (Bellingham (Washington), 5 september 1952) is een voormalig Amerikaans motorcoureur. Zijn meest succesvolle jaar was 1977, toen hij de Daytona 200 won en wereldkampioen Formule 750 werd.

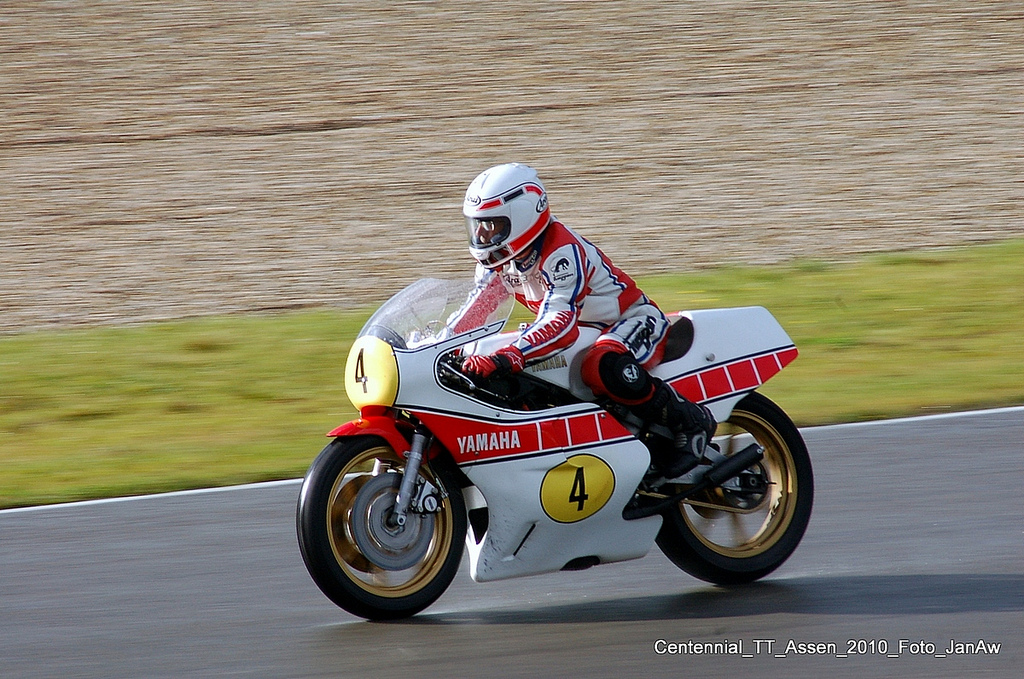
Steve Baker tijdens een demonstratieraces, de Centennial Classic TT in Assen in 2010

## Carrière
Steve Baker's vader was motorrijder en Steve begon op elfjarige leeftijd met het rijden van terreinwedstrijden in zijn geboorteplaats Bellingham. Toe hij zestien was reed hij shorttrack- en TT Dirttrackwedstrijden in de Pacific Northwest. In het begin van de jaren zeventig groeide hij uit tot de top van zijn regio en aan de westkust van de Verenigde Staten en Canada. Als snel ruilde hij de dirttracks in voor wegracecircuits en hij werd drievoudig wegrace kampioen van Canada. 
In 1973 begon hij professioneel te racen in de Verenigde Staten, met steun van de Canadese Yamaha-importeur Trevor Deeley. Hij werd slechts 28e in de AMA-Daytona 200, maar in september werd hij achter Kel Carruthers tweede in een race in Talladega (Alabama). In 1974 brak hij juist in Talladega een been, waardoor hij de rest van het seizoen was uitgeschakeld, maar in 1975 werd hij tweede in de Daytona 200 achter Gene Romero. Het was zijn eerste race na de beenblessure. 
In 1976 bereikte Steve Baker het hoogtepunt waar het zijn Amerikaanse carrière betrof. Hij had een fabrieks-Yamaha OW 31 waarmee hij door mechanische problemen uitviel in de Daytona 200, maar hij won zijn eerste AMA-kampioensrace tijdens de Loudon Classic in juni. Hij won ook de 250cc-race in Loudon. In augustus won hij de National Race en de 250cc-race in Laguna Seca. Hij kon toen nog steeds AMA-kampioen worden, maar hij viel in de 250cc-race Riverside (Californië) waardoor hij was uitgeschakeld voor de National Race. Hij reed voor het eerst in Europa en won een van de zes wedstrijden van de Anglo-American Match Races en de Mallory Park Race of the Year. 
Het seizoen 1977 begon al goed toen Baker in de eerste manche van de Daytona 200 zowel Kenny Roberts als Johnny Cecotto wist te verslaan. De race was in manches verdeeld omdat de bandenfabrikanten hun producten niet voor 200 mijl konden garanderen, maar toen het ging regenen werd de tweede manche niet verreden en Baker werd tot totaalwinnaar uitgeroepen. Hij startte vervolgens zowel in het wereldkampioenschap wegrace 500 cc als de Formule 750. In de 500cc-klasse werd hij als beste Yamaha-coureur tweede achter Barry Sheene (Suzuki), maar hij werd wereldkampioen in de Formule 750. Daarmee was hij de eerste Amerikaanse wereldkampioen in een wegrace-klasse. Na het seizoen hoorde hij echter niets meer van Yamaha, zelfs toen hij zelf probeerde via een telex contact op te nemen. Daarop besloot hij voor het seizoen 1978 maar een contract te tekenen met het Suzuki-team van Roberto Gallina. Via het Italiaanse Nava-Olio Fiat team van Roberto Gallina kreeg Steve Baker de oude fabrieks-Suzuki's van Barry Sheene, maar tijdens het seizoen kreeg hij ook de nieuwe RG 500 met getrapte cilinderblokken. Hij eindigde als zevende in het 500cc-wereldkampioenschap en als zesde in de Formule 750.

## Einde carrière
Aan het einde van het seizoen 1978 raakte Steve Baker ernstig geblesseerd op het circuit Mosport Park in Canada. Hij brak een arm en voor de derde keer een been en besloot zijn carrière te beëindigen. 
Baker bleef betrokken bij het motorrijden. Hij kocht een motorzaak in Bellingham. In 1999 werd hij opgenomen in de AMA-Motorcycle Hall of Fame. Hij sponsorde toen lokale coureurs en als hobby reed hij nog trials. 

## Wereldkampioenschap wegrace resultaten
(Races in vet zijn pole-positions; races in cursief geven de snelste ronde aan)
| Jaar | Klasse | Team                  | Motorfiets | 1     | 2     | 3       | 4     | 5     | 6     | 7       | 8     | 9     | 10     | 11     | 12      | 13   | Punten | Plaats | Overwinningen |
| ---- | ------ | --------------------- | ---------- | ----- | ----- | ------- | ----- | ----- | ----- | ------- | ----- | ----- | ------ | ------ | ------- | ---- | ------ | ------ | ------------- |
| 1977 | 500 cc | Yamaha                | TZ 500     | VEN 2 | OOS - | DUI 3   | NAT 4 |       | FRA 3 |         | NED 5 | BEL 2 | ZWE 3  | FIN 12 | TSJ DNF | GB 2 | 80     | 2e     | 0             |
| 1978 | 500 cc | Nava-Olio Fiat Suzuki | RG 500     | VEN 3 | SPA 6 | OOS DNF | FRA - | NAT 4 | NED 9 | BEL DNF | ZWE 4 | FIN 6 | GB DNF | DUI 7  |         |      | 42     | 7e     | 0             |